# محل إبراهيم سالم (حرض)

تعديل مصدري - تعديل

محل إبراهيم سالم هي إحدى قرى عزلة العتنة بمديرية حرض التابعة لمحافظة حجة، بلغ تعداد سكانها 309 نسمة حسب تعداد اليمن لعام 2004.